# Skogträsket (sjö i Finland)
Skogträsket är en sjö i Finland. Den ligger i Kimitoöns kommun i landskapet Egentliga Finland, i den södra delen av landet, 140 km väster om huvudstaden Helsingfors. Skogträsket ligger 10 meter över havet. Arean är 28,4 hektar och strandlinjen är 2,42 kilometer lång. Sjön  ingår i Södra Skärgårdshavets avrinningsområde.   I omgivningarna runt Skogträsket växer i huvudsak barrskog.